# Cladosporium colocasiicola
Cladosporium colocasiicola är en svampart som beskrevs av Sawada 1959. Cladosporium colocasiicola ingår i släktet Cladosporium och familjen Davidiellaceae.   Inga underarter finns listade i Catalogue of Life.